# The Pineapple Thief
The Pineapple Thief (TPT) is een Britse progressieverockband. De band werd in 1999 opgericht door enkele leden van Vulgar Unicorn. De frontman van TPT is Bruce Soord, een in Duitsland geboren musicus en componist. Tot 2002 bleef het een studioband; daarna werd op veelvuldig verzoek van fans een liveband geformeerd, om naast studioalbums ook concerten te verzorgen.

## Musici
- Bruce Soord – zang, gitaar en toetsen;
- Jon Sykes – basgitaar;
- Steve Kitch – toetsen;
- Gavin Harrison - slagwerk;
- Daniel Osborne - slagwerk (ex-lid vanaf 2018);
- Wayne Higgings – gitaar; (ex-lid vanaf 2007);
- Matt O’Leary – toetsen (ex-lid);
- Keith Harrison – slagwerk (ex-lid vanaf 2013).

## Discografie

### Albums
- 1999: Abducting the unicorn
- 2001: 137
- 2003: Variations on a dream
- 2005: 10 stories down
- 2005: 4 Stories down (ep)
- 2006: Little man
- 2007: What We Have Sown
- 2008: Tightly Unwound
- 2009: The Dawn Raids Volume 1 (ep)
- 2009: The Dawn Raids Volume 2
- 2009: 3.000 Days
- 2010: Someone Here Is Missing
- 2012: All the Wars
- 2014: Magnolia
- 2016: Your wilderness
- 2018: Dissolution
- 2019: Hold our fire (livealbum)
- 2020: Versions of the truth
- 2021: Nothing but the truth
- 2022: Give it back
- 2024: It leads to this

### Overige uitgaven
- 2001 - Sherbert Gods (7" single)
- 2003 - Live (dvd)

### Soloalbums Bruce Soord
- 2013: Wisdom of crowds
- 2015: Bruce Soord
- 2019: All this will be yours
- 2023: Luminescence

### Dvd's
| Muziek-dvd met eventuele hitnotering(en) in de Nederlandse Muziek Dvd Top 30 | Datum van verschijnen | Datum van binnenkomst | Hoogste positie | Aantal weken | Opmerkingen |
| ---------------------------------------------------------------------------- | --------------------- | --------------------- | --------------- | ------------ | ----------- |
| Where we stood                                                               | 2017                  | 14-10-2017            | 9               | 3            |             |